# Вознесенское (Киевская область)
Вознесе́нское (укр. Вознесенське; до 2016 г. Жовтне́вое, до 1927 г. Попо́вка) — село, входит в Згуровскую поселковую общину Броварского района Киевской области Украины. До 2020 года входило в состав Згуровского района.
Центр Жовтневского сельского совета, в который также входят села Зелёное и Гречаная Гребля. Через село протекает река Перевод, приток Удая.
Население по переписи 2001 года составляло 485 человек.

## Местный совет
07652, Киевская обл., Броварский р-н, с. Вознесенское, ул. Крикуна, 2